# Mordella sexdecimguttata
Mordella sexdecimguttata is een keversoort uit de familie spartelkevers (Mordellidae). De wetenschappelijke naam van de soort is voor het eerst geldig gepubliceerd in 1860 door Montrouzier.